# جگرواشان
جگرواشان یا جگرواش‌تباران ( Hepatophyta, Hepaticophyta) شاخه‌ای از گیاهان غیر آوندی شامل تقریباً ۶۰۰۰ گونه که اغلب کوچکاند و در محیط‌های مرطوب زندگی می‌کنند. 

## نگارخانه

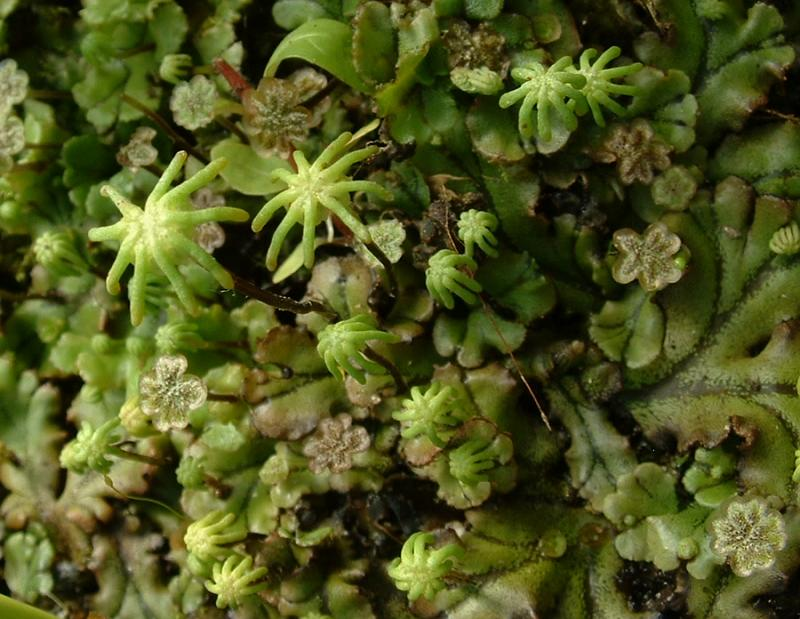
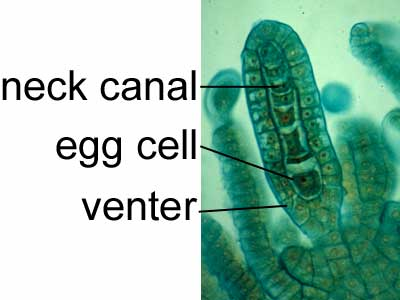
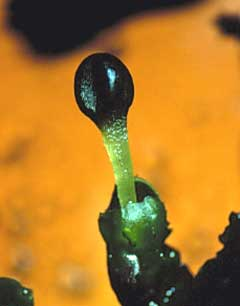
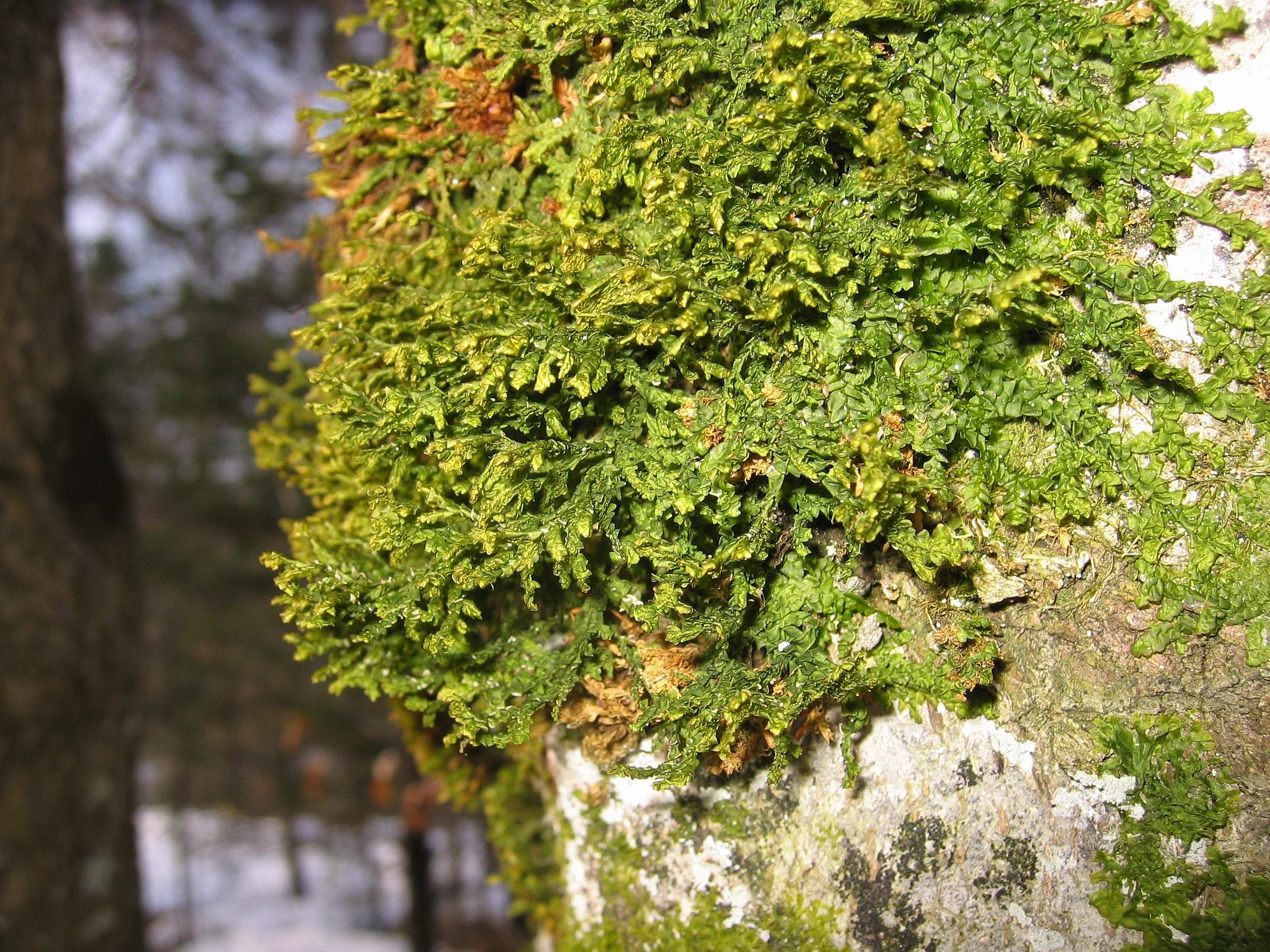
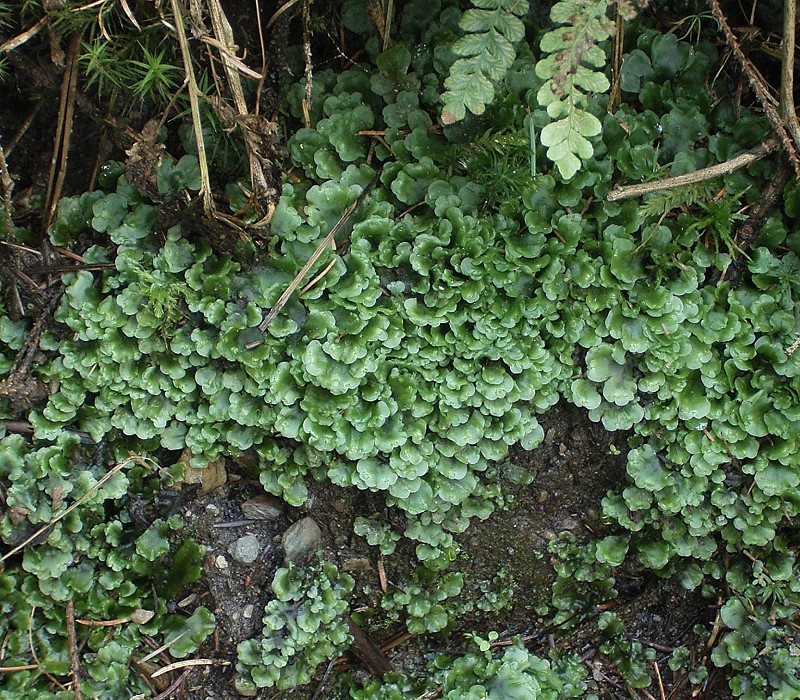
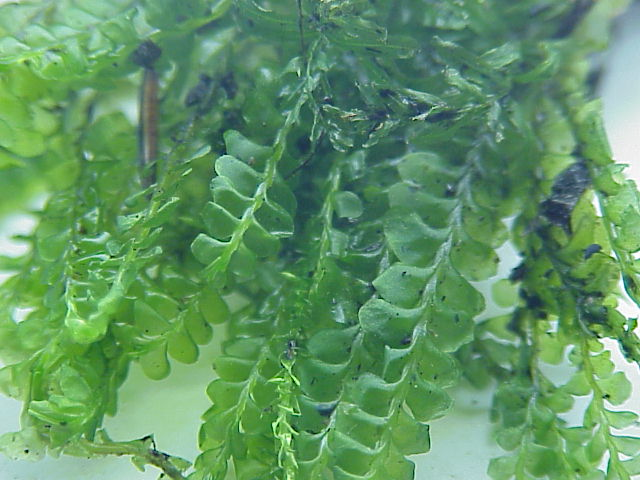
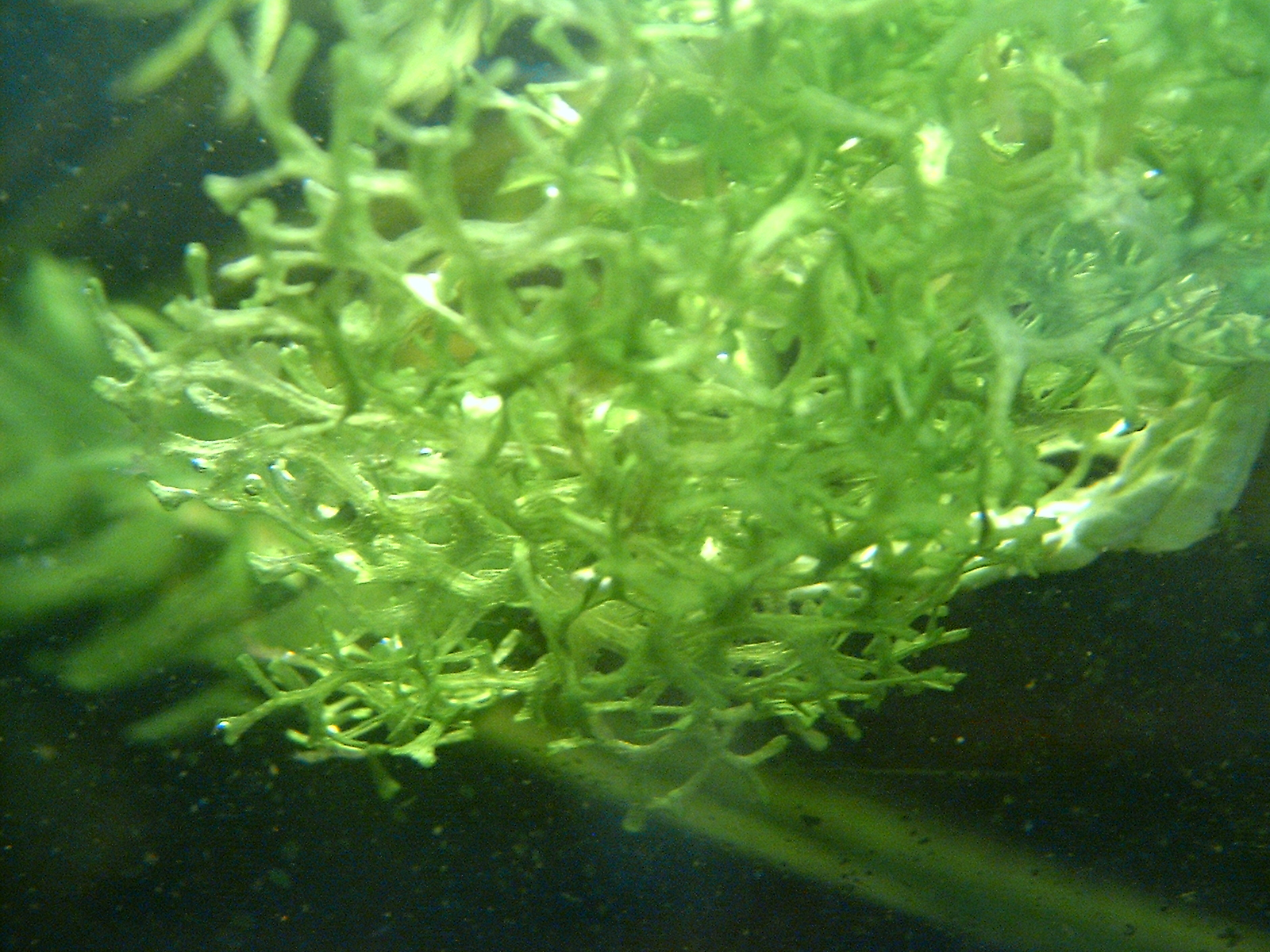
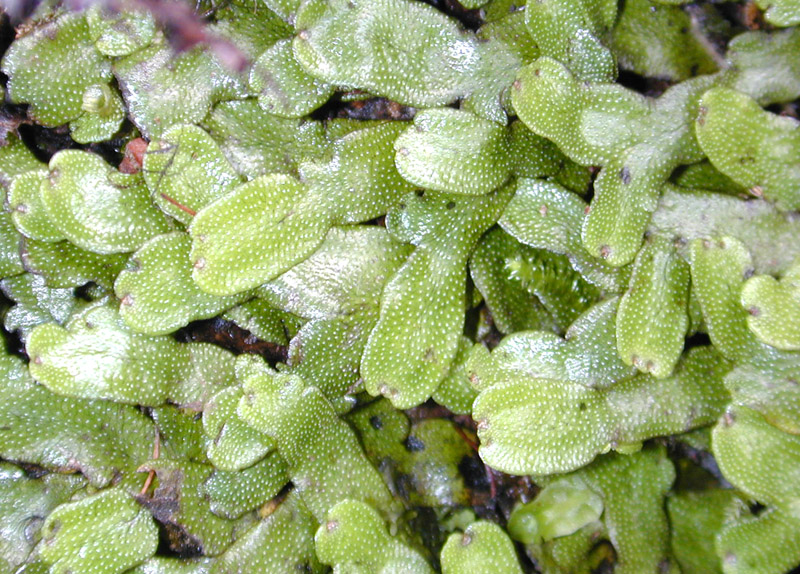